# Dansk Familieblad
Dansk Familieblad (укр. Данський сімейний журнал) — щотижневий ілюстрований сімейно-розважальний журнал, який існував між 1910 та 1980 роками.

## Історія
Dansk Familieblad був заснований як щотижневий журнал у 1910 році. Редактором-засновником журналу був Карл Беренцен, якого у 1913 році на цій посаді змінив Карл Расмуссен. Расмуссен закінчив свою діяльність на цій посаді у 1925 році.
У 1980 році Dansk Familieblad об'єднався з іншим тижневиком Hjemmet, і новий журнал отримав назву Stor Hjemmet.

## Зміст
Dansk Familieblad містив матеріали, орієнтовані на сім'ю. У 1963 році його придбала компанія Egmont. З 1970 року журнал почав включати розважальний контент. Однією з дописувачок була данська акторка Вера Стрікер, яка вела постійну колонку.